# Eight Miles High
„Eight Miles High“ je píseň americké skupiny The Byrds z roku 1966. Napsali ji tři členové skupiny Gene Clark, Jim McGuinn a David Crosby, poprvé vyšla v březnu 1966 jako singl (na její B-straně byla píseň „Why“) a v červenci téhož roku pak jako součást alba Fifth Dimension. Později tuto píseň nahrála řada dalších hudebníků, mezi které patří například skupiny Roxy Music, The Ventures nebo Golden Earring, která nahrála devatenáctiminutovou verzi (původní verze od Byrds má tři a půl minuty) skladby na své album Eight Miles High z roku 1969.